# Steve Mullings
Steve Mullings (* 28. listopadu 1982, Saint Elizabeth Parish) je jamajský atlet, sprinter.

## Kariéra
Jeho prvním velkým úspěchem byla bronzová medaile v závodě na 100 metrů, kterou získal na panamerickém mistrovství juniorů v argentinském Santa Fe v roce 2001. V roce 2004 měl dvakrát pozitivní dopingový test na testosteron a přišel o účast na letních olympijských hrách v Athénách. Následně dostal dvouletý trest. V roce 2007 pomohl jamajské štafetě na mistrovství světa v Ósace k postupu do finále. Finálového běhu se již nezúčastnil stejně jako Dwight Thomas.
Na světovém šampionátu 2009 v Berlíně byl členem štafety, která ve finále vybojovala zlaté medaile a časem 37,31 s vytvořila nový rekord šampionátu. Dalšími členy byli Michael Frater, Usain Bolt a Asafa Powell. Ve finále běhu na 200 metrů se umístil v novém osobním rekordu na pátém místě.
16. dubna 2011 na mítinku v americkém Starkville ve státě Mississippi poprvé v kariéře zaběhl stovku pod deset sekund, když s povolenou podporou větru +2,0 m/s zaběhl trať v čase 9,90 s. 4. června na Diamantové lize v Eugene si osobní rekord vylepšil na 9,80 s, což je prozatím třetí nejrychlejší stovka tohoto roku (k 11. srpnu 2011). V témže měsíci měl na jamajském šampionátu znovu pozitivní dopingový test, tentokrát na diuretika. V listopadu 2011 byl jamajským svazem potrestán doživotním zákazem startů, toto rozhodnutí pak v březnu 2013 potvrdila sportovní arbitráž v Lausanne.

## Osobní rekordy
- 100 m – 9,80 s – 4. června 2011, Eugene
- 200 m (dráha) – 19,98 s – 20. srpna 2009, Berlín